# Луче
Луче (словен. Luče) је насеље и управно средиште истоимене општине Луче, која припада Савињској регији у Републици Словенији.
По попису становништва из 2011. године, насеље Луче имало је 413 становника.